# Upper Falls (Virginia Occidental)

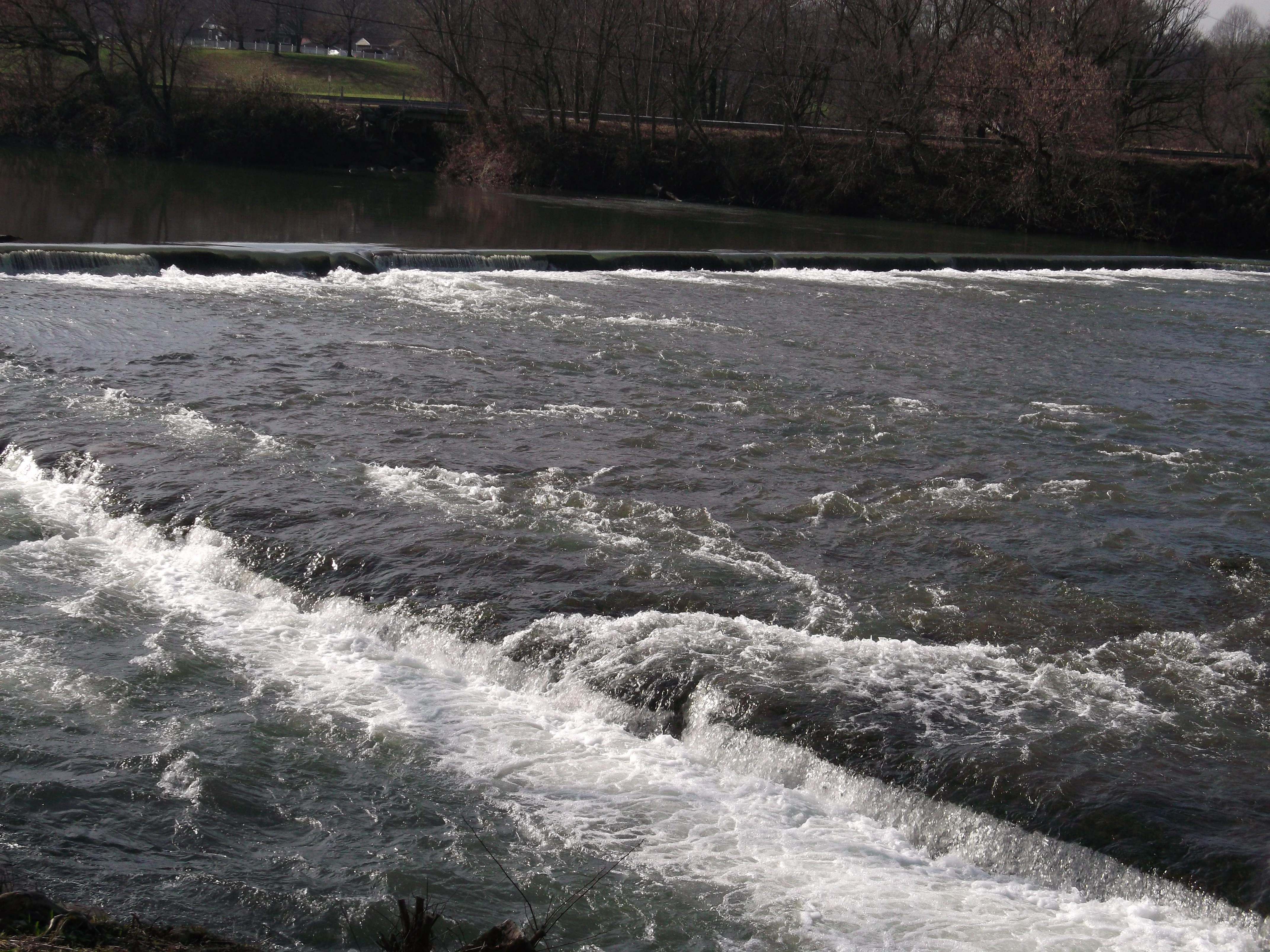
Las Upper Falls del río Coal, con la presa de Upper Falls arriba y la histórica esclusa en primer plano, vistas desde Upper Falls Landing.

Upper Falls era un lugar designado por el censo (en inglés, census-designated place, CDP) ubicado en el condado de Kanawha en el estado estadounidense de Virginia Occidental. En el Censo de 2010 tenía una población de 3701 habitantes. Para el censo de 2020 ha quedado disuelto.
En 2010, la US Board on Geographic Names (USBG) había cambiado la denominación original de Tornado a Upper Falls, a pedido de un residente de lugar. Sin embargo, en 2013 resolvió restaurar la denominación original, debido a una solicitud de la Comisión del Condado de Kanawha, que determinó que los residentes de la comunidad preferían ese nombre, porque el cambio había originado problemas para promocionar el lugar.
El CDP quedó disuelto para el censo de 2020. La localidad de Tornado se mantiene como CDP, pero con una superficie significativamente menor (9.52 km²), que abarca exclusivamente el poblado. 

## Geografía
Upper Falls estaba ubicado en las coordenadas 38°20′37″N 81°52′3″O / 38.34361, -81.86750. Según la Oficina del Censo de los Estados Unidos, tenía una superficie total de 44.49 km², de la cual 43.84 km² correspondían a tierra firme y (1.45%) 0.64 km² eran agua.

## Demografía
Según el censo de 2010, había 3701 personas residiendo en Upper Falls. La densidad de población era de 83,2 hab./km². De los 3701 habitantes, Upper Falls estaba compuesto por el 96.81% blancos, el 1.11% eran afroamericanos, el 0.35% eran amerindios, el 0.27% eran asiáticos, el 0% eran isleños del Pacífico, el 0.14% eran de otras razas y el 1.32% pertenecían a dos o más razas. Del total de la población el 0.41% eran hispanos o latinos de cualquier raza.